# Call of Duty: Vanguard
Call of Duty: Vanguard, zkráceně CoD: Vanguard je střílečka z pohledu první osoby z roku 2021. Patří do série akčních videoher Call of Duty. Hra byla vydaná 5. listopadu 2021 vývojářskou a vydavatelskou společností Activision pro PC a všechny herní konzole. Je zasazena do doby druhé světové války.

## Příběh
Hlavními hrdiny jsou vojáci ze speciální jednotky skládající se z příslušníků různých spojeneckých armád, kteří mají na konci války odhalit jedno z velkých tajemství hroutící se Třetí říše. Elitní vojáci jsou ale zatčeni SS a při výslechu vyprávějí svoje životní příběhy.
Děj hry je založen na vyprávění vojáků. Hra je nejprve zasazena do Normandie. Poté se hra přesune do bitvy o Midway a poslední příběh je zasazen do zničeného Stalingradu. Příběhy se mohou hrát postupně, nebo dle hráčského výběru.

## Multiplayer
Map je v Kooperaci oficiálně 20. 16 map pokrývá základní Multiplayerové zážitky a další čtyři mapy v Champion Hill. Tyto mapy pokrývají rozmanitý soubor biomů napříč Pacifikem, Západní frontou, Východní frontou a Severní Afrikou. Možné je hrát přímo přes herní server nebo přes svůj vlastní.

### Herní módy
- Team DeathMatch – 2 proti sobě bojující týmy, ten, který má po vypršení limitu více zabití, vyhrává
- Free For All (DeathMatch) – všichni hráči jdou proti sobě, kdo má na konci zápasu nejvíce zabití a nejméně úmrtí, je vítěz
- Search and Destroy – spojenecký tým musí položit bombu na nepřátelské opevnění, pak ho minutu bránit, když tým budovu udrží, vítězí
- Dominaton – na mapě jsou 3 body, A, B, C,, jde o to je obsadit a udržet, tým získává body za každý bod který drží
- Arms Race – jeden z týmů musí obsadit nebo zničit pevnosti na zimní horské mapě. Zbraně a vybavení si hráč kupuje během hry za nasbírané peníze
- Kill Confirmed – dva týmy soupeří o větší počet psích známek, které vypadnou z mrtvoly, můžete také ale sbírat známky svých mrtvých spoluhráčů
- Patrol – na mapě je jeden stále pohybující se bod, který musí tým co nejdéle udržet, aby získal body
- Control – každý tým má 25 životů, jde o obsazování bodů, jenže na rozdíl od jiných módů je zde už nemusíte bránit, jakmile bod jednou obsadíte, je váš
- Zombie – hráči musí co nejdéle odolávat vlnám zombie

Zbraně v Call of Duty: Vanguard vycházejí ze skutečných modelů, některé se objevují jen v singleplayeru a některé zase pouze v multiplayeru.